# Altkonservatismus
Der Altkonservatismus war eine politische Strömung des frühen 19. Jahrhunderts, die sich als Reaktion auf die Umwälzungen der Französischen Revolution und die darauf folgenden napoleonischen Kriege entwickelte. Diese Strömung setzte sich für die Bewahrung traditioneller monarchischer und sogenannter christlich-abendländischer Werte ein und lehnte die modernen Ideen von Demokratie, Liberalismus und Säkularisierung ab. Das altkonservative Denken war stark von der Ablehnung der Revolution und der Verteidigung des monarchischen Prinzips geprägt und lieferte den Nährboden für die Entstehung späterer Spielarten des modernen Konservatismus.

## Grundpositionen und Einordnung

### Politische Positionen
Die Altkonservativen waren starke Befürworter der monarchischen Staatsform und setzten sich für die unbedingte Erhaltung der monarchischen Herrschaft ein (Monarchisches Prinzip). Sie betrachteten den König als von Gott eingesetztes Oberhaupt, dessen Legitimität nicht durch das Volk, sondern durch göttliches Recht begründet worden sei (vgl. Gottesgnadentum). Der Altkonservatismus befürwortete dabei die traditionelle ständische Gesellschaftsordnung, in der jede gesellschaftliche Gruppe eine festgelegte Rolle und Position hatte. Diese Ordnung sollte die soziale Stabilität und die Harmonie zwischen den verschiedenen Ständen gewährleisten.
Zugleich kennzeichnete altkonservative Positionen die Skepsis gegenüber dem modernen (zentralisierten) Staat und seinen ausgreifenden Herrschaftsansprüchen: Im Absolutismus (in seiner bürokratischen Spätform als „Kabinettsdespotismus“ gebrandmarkt) und der Entstehung des „starken Staats“ wird eine Hauptursache für die Erosion der alteuropäischen Gesellschaftsordnung gesehen, insofern die Monopolisierung und Zentralisierung der Staatsgewalt auf die Krone weder mit einer ausgewogenen und gerechten Herrschaftsordnung noch mit der dafür erforderlichen Beschränkung der Machtbefugnisse der Obrigkeit, gegenüber den Untertanen, vereinbar sei.
Die Religion, insbesondere das Christentum, spielte eine zentrale Rolle im altkonservativen Denken. Der Glaube wurde als Grundlage der gesellschaftlichen Ordnung betrachtet, und der Altkonservatismus lehnte die Säkularisierung und die Trennung von Kirche und Staat ab. Altkonservative waren skeptisch gegenüber den Ideen des Fortschritts und der Moderne. Sie sahen in den Entwicklungen der Zeit, wie dem aufgeklärten Absolutismus, dem Liberalismus und der Industrialisierung, Bedrohungen für die traditionelle Gesellschaftsordnung.
Geprägt durch das Erbe des Ancien Régime und als Reaktion auf die Umwälzungen der Französischen Revolution, vertrat der Altkonservatismus ein autoritäres Gesellschaftsbild, das auf göttlicher Legitimation und der Ablehnung der liberalen Moderne basierte. Diese Strömung suchte, die traditionellen Werte gegen den aufkommenden Liberalismus und Nationalismus zu verteidigen, während sie gleichzeitig versuchte, in einer sich wandelnden politischen Landschaft zu überleben und Einfluss auszuüben.

### Einordnung ins konservative Spektrum
Der Altkonservatismus unterscheidet sich von anderen konservativen Strömungen wie dem Neokonservatismus oder dem Reformkonservatismus, die sich im 19. und 20. Jahrhundert entwickelten. Während der Altkonservatismus an der Bewahrung der traditionellen Monarchie und der ständischen Ordnung festhielt, waren spätere konservative Bewegungen eher bereit, gewisse moderne Entwicklungen zu akzeptieren und in ihre Ideologie zu integrieren. Insbesondere änderte sich damit die Haltung zur Idee der Nation bzw. des Nationalstaats und der Bewegung des Nationalismus, die das altkonservative Denken auf Grund von Widersprüchen zum Universalitätsanspruch des Christentums noch abgelehnt hatte. Ebenso trug der Altkonservatismus, im Gegensatz zu den Konservatismen des späten 19. Jahrhunderts, selten antisemitische Züge, auch da ihm der ethnische bzw. völkische Rassismus, vor allem aus ideengeschichtlichen Gründen, noch fernlag. Dafür traten unter Altkonservativen bisweilen antijudaistische Positionen zutage, die mit der Idee der Judenmission zusammenhingen.
Der Neokonservatismus etwa, als eine moderne konservative Strömung, die Demokratie und Parlamentarismus im Grundsatz akzeptiert hatte, entwickelte sich im 20. Jahrhundert als Reaktion auf den Verlust traditioneller Werte, ist jedoch pragmatischer und offen für Reformen, um den gesellschaftlichen Zusammenhalt zu sichern.

## Vertreter und Wirkung

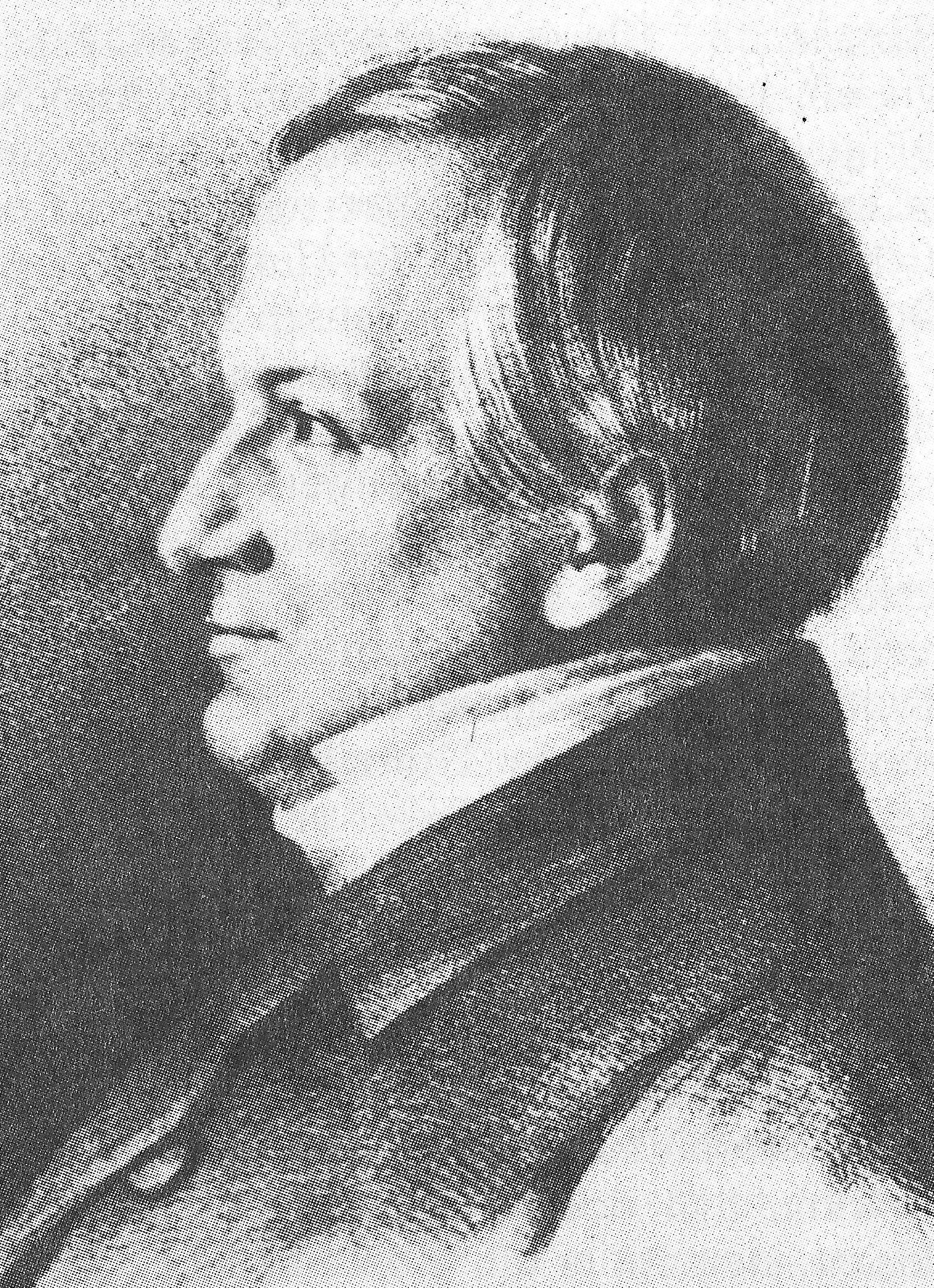
Ernst Ludwig von Gerlach
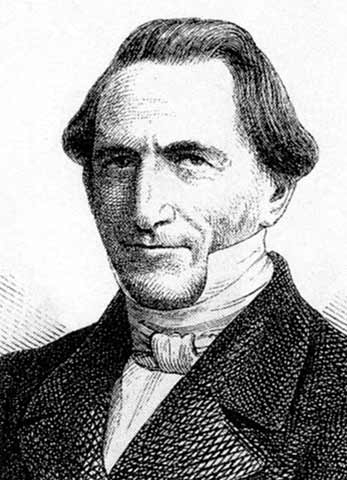
Friedrich Julius Stahl

### Ernst Ludwig von Gerlach (1795–1877)
Einer der führenden Köpfe des Altkonservatismus, der sich besonders für die Wiederherstellung der monarchischen Ordnung nach den napoleonischen Kriegen einsetzte, war der preußische Richter und Politiker Ernst Ludwig von Gerlach. Er war Mitbegründer der „Kreuzzeitung“ und engagierte sich in der preußischen Politik, wo er als Gegner von Bismarcks Politik des Nationalstaats auftrat, obwohl er dessen politische Karriere von Beginn an begleitet und gefördert hatte.

### Friedrich Julius Stahl (1802–1861)
Friedrich Julius Stahl war bedeutender Staatsrechtler und Philosoph, der die christlich-konservative Staatslehre prägte (vgl. sein Werk Die Philosophie des Rechts nach geschichtlicher Ansicht, 1830ff.). Er betonte die göttliche Legitimation der Monarchie und sah in der Religion die Grundlage für Recht und Ordnung. Er war ein einflussreicher Denker in der preußischen Politik und trat für eine konservative Verfassung ein.

### „Kreuzzeitungspartei“
Der Kreis von Politikern und Parlamentariern um Ernst Ludwig von Gerlach und Friedrich Julius Stahl, zugleich Herausgeber der Neuen Preußischen Zeitung, war später federführend bei der Gründung einer ersten konservativen Partei in Preußen. Stahls im Februar/März 1849 verfasster Entwurf für eine conservative Partei Grundlage wurde für das erste Parteiprogramm der Konservativen. In ideologischer Hinsicht dominierten in dieser Gruppierung anfangs altkonservative Positionen, die sich aber nach der Märzrevolution allmählich verlieren. Nach diesen Entstehungszusammenhängen wurde die Konservative Partei in den beiden Kammern des Preußischen Landtags ab 1851 auch „Kreuzzeitungspartei“ genannt, weil sie das Eiserne Kreuz auf dem Titelblatt der Zeitung verwendete.

## Forschung
Auf Grund der Bedeutung des Wirkens Ernst Ludwig von Gerlachs und seiner politischen Weggefährten für die Entstehung der konservativen Bewegung in Preußen sind insbesondere die Bestände des Gerlach-Archivs in Erlangen für die Erforschung des Altkonservatismus relevant. Im April 1954 hat Klaus von Gerlach das ehemalige Familienarchiv, auf das Betreiben des Konservatismusforschers Hans-Joachim Schoeps hin, an die Friedrich-Alexander-Universität Erlangen-Nürnberg übergeben, die es bis heute als Forschungsstelle unterhält.
Hans-Joachim Schoeps analysierte den Altkonservatismus als eine Weltanschauung, die sich gegen die Moderne richtete. Er hebt hervor, dass Altkonservative die Entwicklung hin zu einer modernen Massengesellschaft als Bedrohung empfanden. Schoeps zeigt, dass diese Strömung den Glauben an die göttliche Vorsehung und die damit verbundene Legitimität der monarchischen Herrschaft betonte. Altkonservative sahen sich als Hüter einer göttlich gewollten Ordnung, die durch die Revolutionen und den aufkommenden Nationalismus gefährdet wurde. Schoeps betont dabei die antimodernen und antirationalistischen Elemente des Altkonservatismus, die sich gegen den Rationalismus der Aufklärung wandten und stattdessen eine romantisch-idealistische Vorstellung von Gesellschaft und Staat vertraten.
Hellmut Diwald, ein Mitarbeiter Schoeps’, ging in seiner Untersuchung des Altkonservatismus vor allem auf dessen politische Praxis und die Rolle ein, die diese Strömung in der deutschen Geschichte spielte. Diwald sieht im Altkonservatismus eine reaktionäre Kraft, die auf die Wiederherstellung der vorrevolutionären Ordnung abzielte, jedoch gezwungen war, sich an die veränderten politischen Realitäten anzupassen. Diwald betont, dass der Altkonservatismus sich im Laufe des 19. Jahrhunderts weiterentwickelte und in der späteren Phase weniger radikal wurde. Er hebt hervor, dass Altkonservative, obwohl sie gegen die Liberalisierung der Gesellschaft waren, dennoch bereit waren, taktische Kompromisse einzugehen, um die monarchische Ordnung zu sichern.
Der Passauer Historiker Hans-Christof Kraus beschreibt den Altkonservatismus als eine politische Bewegung, die stark von der Idee der Kontinuität geprägt ist. Kraus betont, dass Altkonservative in der ersten Hälfte des 19. Jahrhunderts versuchten, die monarchischen und christlichen Werte gegen die Erosion durch liberal-demokratische Ideen zu verteidigen. Sie sahen im Staat eine über den Einzelinteressen stehende Institution, die durch eine von Gott gegebene Ordnung legitimiert ist. Kraus zeigt, dass der Altkonservatismus eng mit der Idee eines autoritären, aber gerechten Staates verbunden war, der die Interessen des gesamten Volkes schützen sollte, indem er die traditionellen sozialen Hierarchien bewahrte.